# XIII. Století
XIII. Století (13. Jahrhundert) ist eine tschechische Rockband aus Jihlava, die 1990 gegründet wurde.

## Diskografie
- Amulet (1992)
- Gotika (1994)
- Nosferatu (1995)
- Werewolf (1996)
- Ztraceni v Karpatech (1998)
- Metropolis (2000)
- Karneval (2001)
- Vendetta (2004)
- Vampire songs - Tajemství gotických archivů (2005)
- Dogma (2009)
- Nocturno (2010) (Live)
- Ritual (2011) (Kompilation)
- Live in Berlin (2013) (Live)
- Horizont událostí (2013)
- Infacto (2015)
- Frankenstein (2019) (Kompilation)
- Zahrada světel (2020)
- Noc vlků (2024)